# El Muro
El Muro är en ort i Mexiko.   Den ligger i kommunen Tuxpan och delstaten Veracruz, i den sydöstra delen av landet, 240 km nordost om huvudstaden Mexico City. El Muro ligger 106 meter över havet och antalet invånare är 168.
Terrängen runt El Muro är huvudsakligen platt. El Muro ligger uppe på en höjd. Runt El Muro är det ganska tätbefolkat, med 116 invånare per kvadratkilometer. Närmaste större samhälle är Tuxpan de Rodríguez Cano, 12,7 km norr om El Muro. Trakten runt El Muro består till största delen av jordbruksmark.